# Rhyssemus sinuaticollis
Rhyssemus sinuaticollis är en skalbaggsart som beskrevs av Riccardo Pittino 1984. Rhyssemus sinuaticollis ingår i släktet Rhyssemus och familjen Aphodiidae. Inga underarter finns listade i Catalogue of Life.